# Herwig Kipping
Herwig Kipping est un réalisateur et scénariste allemand né le 31 mars 1948 à Meyhen (Naumburg) (de) (Naumbourg).

## Biographie
Herwig Kipping est né à Meyhen, un hameau de moins de 200 habitants situé entre Weimar et Leipzig, à près de 9 km au sud de Naumburg. À l'époque, la région faisait partie de la zone d'occupation soviétique.
Son père est agriculteur et dirige une coopérative de production agricole locale peu après la naissance de l'enfant.
Il quitte l'école en 1964 et commence un apprentissage de tuyauteur dans l'usine chimique VEB "Walter Ulbricht" de Leuna, dans le sud de Halle-sur-Saale. Cependant, avant de terminer son apprentissage à l'usine, il retourne à l'école pour passer les examens de fin d'études.
En 1967, il s'inscrit à l'université Humboldt de Berlin où il entame un cursus de cinq ans en mathématiques. Cependant, comme il l'a expliqué dans une interview plus de vingt ans plus tard, la vie universitaire a élargi ses horizons intellectuels : il s'est persuadé qu'il était plus doué pour la philosophie que pour les mathématiques, et que les mathématiques qu'on lui enseignait étaient peu inspirantes et mécanistes. Selon une autre source plus succincte, il a découvert qu'on le préparait à une carrière à l'Office central des statistiques. Quoi qu'il en soit, après avoir suivi un peu plus de trois ans du cursus de cinq ans, il abandonne l'université.